# تکنیک‌های سازدهنی
در نواختن سازدهنی از شماری تکنیک از جمله بِندینگ (bending)، اور بندینگ (overbending)، تانگ‌بلک (tongue blocking)، ویبراتو (vibrato)، گلیساندو (glissando) و غیره استفاده می‌شود.

## بِندینگ
در سازدهنی دیاتونیک می‌توان با اجرای تکنیک بِندینگ، به‌شمار نت‌های قابل نواختن اضافه کرد و با این تکنیک، نیم‌پرده‌های کروماتیک را نیز نواخت. برای اجرای بندینگ باید از ماهیچه‌های حنجره و زبان کمک گرفت. با این حال، اجرای آن برای تازه‌کاران سخت است و مهارت پیدا کردن در این تکنیک نیاز به سال‌ها تمرین دارد. در سازدهنی کروماتیک نیز می‌توان بندینگ را اجرا کرد. تکنیک بندینگ یکی از پایه‌های اساسی سازدهنی بلوز و راک است.
در تصویر زیر، نتیجهٔ حاصل از اجرای بندینگ بر روی سوراخ‌های ده‌گانهٔ سازدهنی دیاتونیک نمایش داده شده‌است:
```
 |D |F |A
♯
|
 |B |D
♯
|F
♯
|B |
hole: 1 2 3 4 5 6 7 8 9 10
 ----
blow: |C |E |G |C |E |G |C |E |G |C |
draw: |D |G |B |D |F |A |B |D |F |A |
 ----
 |C
♯
|F
♯
|A
♯
|C
♯
|E |G
♯
|
 |F |A |
 |G
♯
|
```